# Aralapura, Tirthahalli
Aralapura là một làng thuộc tehsil Tirthahalli, huyện Shimoga, bang Karnataka, Ấn Độ.